# Gornje Ratkovo (Ključ)
Pour les articles homonymes, voir Gornje Ratkovo.
Gornje Ratkovo (en serbe cyrillique : Горње Ратково) est un village de Bosnie-Herzégovine. Il est situé dans la municipalité de Ključ, dans le canton d'Una-Sana et dans la fédération de Bosnie-et-Herzégovine. Selon les premiers résultats du recensement bosnien de 2013, il ne compte plus aucun habitant.
Après la guerre de Bosnie-Herzégovine et à la suite des accords de Dayton (1995), le territoire du village, qui faisait partie de la municipalité de Ključ, fédération de Bosnie-et-Herzégovine, a été partiellement rattaché à la municipalité de Ribnik, nouvellement créée et intégrée à la république serbe de Bosnie.

## Démographie

### Évolution historique de la population
| 1948 | 1953 | 1961  | 1971  | 1981 | 1991 | 2013 |
| ---- | ---- | ----- | ----- | ---- | ---- | ---- |
| -    | -    | 1 989 | 1 575 | 832  | 502  | 0    |

|  |